# Předřadník

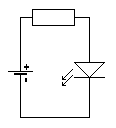
Předřadný rezistor v obvodu svítící diody

Předřadník je elektrická součástka nebo složitější zařízení, které se zapojuje do elektrického obvodu mezi zdroj a spotřebič. Předřadník slouží k přizpůsobení parametrů obvodu, například omezení proudu. V nejjednodušším případě se jedná o rezistor zapojený do série se spotřebičem.

## Příklady předřadníků
- předřadný odpor voltmetru
- elektronický předřadník zářivky